# Centro Logístico de Ayuda Humanitaria de Canarias
El Centro Logístico de Ayuda Humanitaria de Cruz Roja de Canarias (CLAH), ubicado en el Puerto de la Luz en Las Palmas de Gran Canaria, isla de Gran Canaria,  e inaugurado el 17 de septiembre de 2009, es una base de aprovisionamiento de artículos de socorro cuyo objetivo es aliviar las consecuencias derivadas de desastres naturales y de conflictos, atendiendo las necesidades básicas de las personas afectadas.
La Federación Internacional de Sociedades de Cruz Roja y Media Luna Roja tiene cuatro centros logísticos para dar cobertura mundial a los desastres naturales y conflictos que se suceden en nuestro planeta: Dubái, Kuala Lumpur, Panamá y Canarias.

La ubicación estratégica del Centro Logístico de Ayuda Humanitaria de Canarias garantiza la disposición inmediata de materiales de ayuda humanitaria en respuesta a emergencias internacionales con capacidad para enviar la ayuda básica a 25.000 personas en las primeras 48 horas y a 75.000 en los siguientes 15 días.

## Finalidad
El Centro recibe, almacena y envía materiales de ayuda humanitaria, cumpliendo con las premisas básicas de la cadena logística enviando al lugar y en tiempo correctos, con la cantidad suficiente, la calidad adecuada y a un precio óptimo, y cuenta con personal especializado para analizar la logística y las acciones de respuesta en las zonas de riesgo.
Entre sus actividades se incluyen:
- Acciones propias de la Unidad Regional Logística.
- Colaborar con otras ONG y con las entidades locales.
- Impartir cursos de formación relacionados con la actuación en emergencias y cooperación internacional.
- Realizar campañas de sensibilización sobre ayuda humanitaria a la sociedad en general.

## Ubicación
La situación estratégica de Canarias y su conectividad con los continentes africano, europeo y americano, hacen de las Islas un lugar estratégico para apoyar de forma inmediata a los damnificados en caso de emergencia.
El archipiélago aporta:
- Estrechas relaciones comerciales, culturales y de cooperación con los países africanos.
- Seguridad jurídica y administrativa y territorio dentro de la Unión Europea.
- Conexiones marítimas directas con los principales puertos de África occidental y central.
- Amplia red de operadores logísticos y agentes aduaneros.
- Ventajosas condiciones fiscales.
- Aeropuertos internacionales civiles y posibilidad de uso de otras instalaciones aeroportuarias no civiles.
- Alto grado de concienciación y movilización de la sociedad canaria en situaciones de emergencia.
- Amplia experiencia de Cruz Roja en envíos de Ayuda Humanitaria con carácter internacional.

Con el establecimiento en Canarias de un Centro Logístico Internacional, Cruz Roja impulsa la promoción de ayudas y creación de sinergias que favorezcan el desarrollo de otras acciones de cooperación internacional, como el establecimiento de otros Centros  Logísticos  de Agencias Internacionales favoreciendo otras acciones solidarias y de cooperación al desarrollo y promoviendo una cultura en favor de la paz y la solidaridad, objetivos básicos de la organización a nivel internacional.

## Área de actuación
Cada uno de los cuatro Centros Logísticos, pertenecientes a la Federación Internacional de la Cruz Roja y la Media Luna Roja tiene definida su región prioritaria de actuación. La principal misión del Centro de Canarias es, sin perder el horizonte de los desastres que ocurren en otros lugares del planeta, el envío de ayuda humanitaria hacia el continente africano, por ser África una zona preferente para Cruz Roja de atención y prevención de los desastres debido a que las inundaciones, los conflictos civiles, los desplazados por sequías o hambrunas y otras tantas emergencias, sitúan a los africanos como personas muy vulnerables.
Además, para la organización también es importante dotar de herramientas y recursos a las Sociedades Nacionales de Cruz Roja y Media Luna africanas y a sus voluntarios, para prevenir y aumentar su capacidad de respuesta ante un desastre.

## Material
El centro almacena 15 artículos distintos que son utilizados en emergencias:
- Mosquiteras: Previenen picaduras de insectos que puedan transmitir enfermedades como el dengue y la malaria.
- Depósitos de agua plegables: Facilitan la recogida y almacenamiento del agua.
- Equipamiento de agua y saneamiento: Permiten el tratamiento del agua y su posterior distribución.
- Potabilizadora de agua: Permite el tratamiento de agua hasta 30.000 litros al día.
- Kits de herramientas de refugio: Permiten a cada familia receptora la construcción de un albergue temporal.
- Mantas de resistencia térmica media: Protegen a los beneficiarios de las posibles inclemencias del tiempo, especialmente indicada para los más vulnerables, niños y ancianos.
- Kits de cocina: Facilitan la preparación de alimentos de forma higiénica.
- Lonas de plástico: Permiten principalmente realizar viviendas temporales, aislando del suelo y utilizándolas como cobijo.
- Tiendas familiares: Ofrecen un alojamiento temporal termo resistente que puede soportar vientos de hasta 75km/hora.
- Kits de higiene: Previenen la aparición de enfermedades derivadas de las condiciones insalubres del momento.
- Rubbhalls: Se usan como hospital de campaña, alojamiento temporal o almacén de materiales, capaces de resistir de 10 a 15 años.
- Equipamiento de logística: Facilita todo lo necesario al equipo humano de apoyo, en el lugar de la catástrofe, para que actúen sin necesidad de recursos locales.
- Kits de hogar: Contienen materiales útiles para la vida cotidiana de una población desplazada tales como son los elementos de cocina, de higiene y de cubierta.
- Cubos: Almacenan y protegen el agua de la contaminación gracias a su cubierta.
- Esterillas: Permiten aislar del suelo.

El centro también dispone de alojamientos progresivos (viviendas modulares)

## Envíos
Entre septiembre de 2009 y abril de 2013 se han realizado 42 envíos (316,7 toneladas) de ayuda humanitaria desde el Centro Logístico con diferentes destinos. Algunos de los puertos receptores han sido los de Dakar, Abiyán, Duala, Cotonú y Kigali.

## Futuro del centro
El 12 de abril de 2013, el vicesecretario general para programas y servicios de la Federación Internacional de Sociedades de Cruz Roja y Media Luna Roja,Walter Cotte, anuncia el comienzo de un plan de la Federación para multiplicar por diez la actividad de cooperación con África del Centro Logístico de Ayuda Humanitaria.